# James Erskine
James St. Clair Erskine (1762 - Dysart House, Fifeshire, Schotland, 18 januari 1837), ZESDE BARONET VAN ALVA en TWEEDE GRAAF VAN ROSSLYN, was een Brits generaal en politicus.
Hij was de oudste zoon van luitenant-generaal Henry Erskine, 5e baronet van Alva, en Janet Wedderburn, de zus van Lord Chancellor Alexander Wedderburn, 1e graaf van Rosslyn.
Zijn vader overleed al op 9 augustus 1765, waardoor hij hem op driejarige leeftijd opvolgde als baronet van Alva. Erskine studeerde aan de Academie van Edinburgh en begon zijn militaire carrière als kornet in de 1e horse grenadier guards. Hij onderging al snel een reeks van promoties, onder andere in 1783, toen hij gepromoveerd werd tot majoor in de 8e light dragoons. In 1782 werd hij voor de whig party gekozen als lid van het Britse lagerhuis voor Castle Riding, maar ruilde deze in 1784 voor Morpeth.
Op 9 juni 1789 voegde hij, als erfgenaam van zijn grootmoeder Catherine St. Clair, haar naam toe aan de zijne. In 1796 werd hij gekozen als parlementslid voor de Kirkcaldy burghs, wat hij bleef tot zijn opname in het Britse hogerhuis.
Ondertussen maakte hij verder promotie in het leger en op 1 januari 1805 werd hij benoemd tot luitenant-generaal. Twee dagen later, op 3 januari, volgde hij zijn oom, Alexander Wedderburn, op als graaf van Rosslyn, en werd daarmee lid van het Britse hogerhuis. In 1806 werd hij naar Lissabon gestuurd om na te gaan of de Britse regering Portugal moest steunen in hun strijd tegen Napoleon, waarop Arthur Wellesley naar het Iberisch schiereiland gestuurd werd. In 1807 voerde hij een divisie aan onder Lord Cathcart in Denemarken, en in 1809 onder John Pitt, 2e graaf van Chatham, in Walcheren.
In 1814 werd hij benoemd tot generaal en ging daarna, nu als lid van de Tory party de politiek in. Hij was in december 1834 lid van het kabinet van Arthur Wellesley, hertog van Wellington.
- Gemeinsame Normdatei: 138709246
- International Standard Name Identifier: 0000 0000 6328 091X
- Library of Congress Control Number: n87933817
- Nationale Bibliotheek van Israël: 987007357641905171
- SNAC: w6q24xpp
- Système universitaire de documentation: 183290127
- Virtual International Authority File: 23674601
- WorldCat: E39PBJvMxqtymxKWRBwk4FWv73